# Tityus rebieri
Espèce
Tityus rebieri est une espèce de scorpions de la famille des Buthidae.

## Distribution
Cette espèce est endémique du département de Norte de Santander en Colombie. Elle se rencontre vers Chinácota.

## Étymologie
Cette espèce est nommée en l'honneur de Jacques Rebière.

## Publication originale
- Lourenço, 1997 : « Synopsis de la faune de scorpions de Colombie, avec des considérations sur la systématique et la biogéographie des espèces . » Revue Suisse de Zoologie, vol. 104, no 1, p. 61-94 (texte intégral).